# Namakoe Nkhasi
Namakoe Nkhasi, född 10 januari 1993, är en lesothisk långdistanslöpare.
Nkhasi tävlade för Lesotho vid olympiska sommarspelen 2016 i Rio de Janeiro, där han blev utslagen i försöksheatet på 5 000 meter.